# Ari-Pekka Nikkola
Ari-Pekka Nikkola (n. 16 mai 1969, Kuopio, Finlanda) este un săritor cu schiurile ce a reprezentat Finlanda, medaliat olimpic. A participat la 3 ediții ale Jocurilor Olimpice (1988, 1992, 1998) în care a câștigat două medalii de aur.